# Turzańsk
Turzańsk je vesnice v jihovýchodní části okresu Sanok v Podkarpatském vojvodství, část gminy Komańcza v Polsku. V roce 2021 zde žilo 317 obyvatel.

## Historie
Vesnice byla založená podle valašského práva roku 1514 na královských statcích na základě privilegia uděleného Mikołajem z Kamieńca. Tato privilegia potvrdil v roce 1527 král Zikmund I. Starý, nejstarší zmínka o místním pravoslavném kostele je z roku 1526. V letech 1657–1658 byl Turzańsk téměř zcela zničen vpádem Jiřího II. Rákócziho. Do roku 1772 byla ves součástí Ruského vojvodství, po prvním dělení Polska se stala částí habsburské monarchie. V letech 1801–1803 zde byla postavená lemkovská cerkev svatého Michaela Archanděla. V roce 1898 se ves rozkládala na ploše 10,51 km² a v 91 usedlostech žilo 652 obyvatel.
V letech 1918–1919 patřil Turzańsk ke Komančské republice, v roce 1934 se  stal součástí nově založené vesnické gminy se sídlem ve vsi Komańcza. Druhá světová válka zde začala 9. září 1939 vpádem pěších divizí Slovenska a Wehrmachtu, kdy bylo veškeré obyvatelstvo bez ohledu na národnost posláno na nucené práce pro Třetí říši. V roce 1945 zde žilo 10 Poláků a 528 Rusínů; ti byli nuceně vysídleni v letech 1946–1947, několik lemkovských rodin se do vsi navrátilo roku 1956.

## Poloha a přírodní poměry
Ves leží v hornaté krajině na pravém břehu řeky Osławy, nedaleko jejího soutoku s říčkou Osławica, v nadmořské výšce 462 (kostel) až 759 metrů (hora Suliła) v Bukovských vrších, obklopená smrkovými lesy. Na severu hraničí se vsí Szczawne, na východě s vesnicí Kalnica a na jihu s osadou Prełuki. Je to vhodné místo pro houbaření a turistické i cyklistické výlety - vsí prochází cyklotrasa Szlak nr3 Brązowy a modrá turistická trasa Sanok - Chryszczata.

## Pamětihodnosti
Turzańsk je známý především díky dřevěnému chrámu svatého Michaela Archanděla, který byl původně řeckokatolickým farním kostelem, nyní je filiálním kostelem polské pravoslavné církve. Společně se zvonicí je od roku 2013 na Seznamu světového dědictví UNESCO, jako jeden z šestnácti chrámů souboru Karpatské dřevěné chrámy v Polsku a na Ukrajině. Cerkev je také součástí trasy č. IV Stezky dřevěné architektury v Podkarpatském vojvodství.

## Galerie

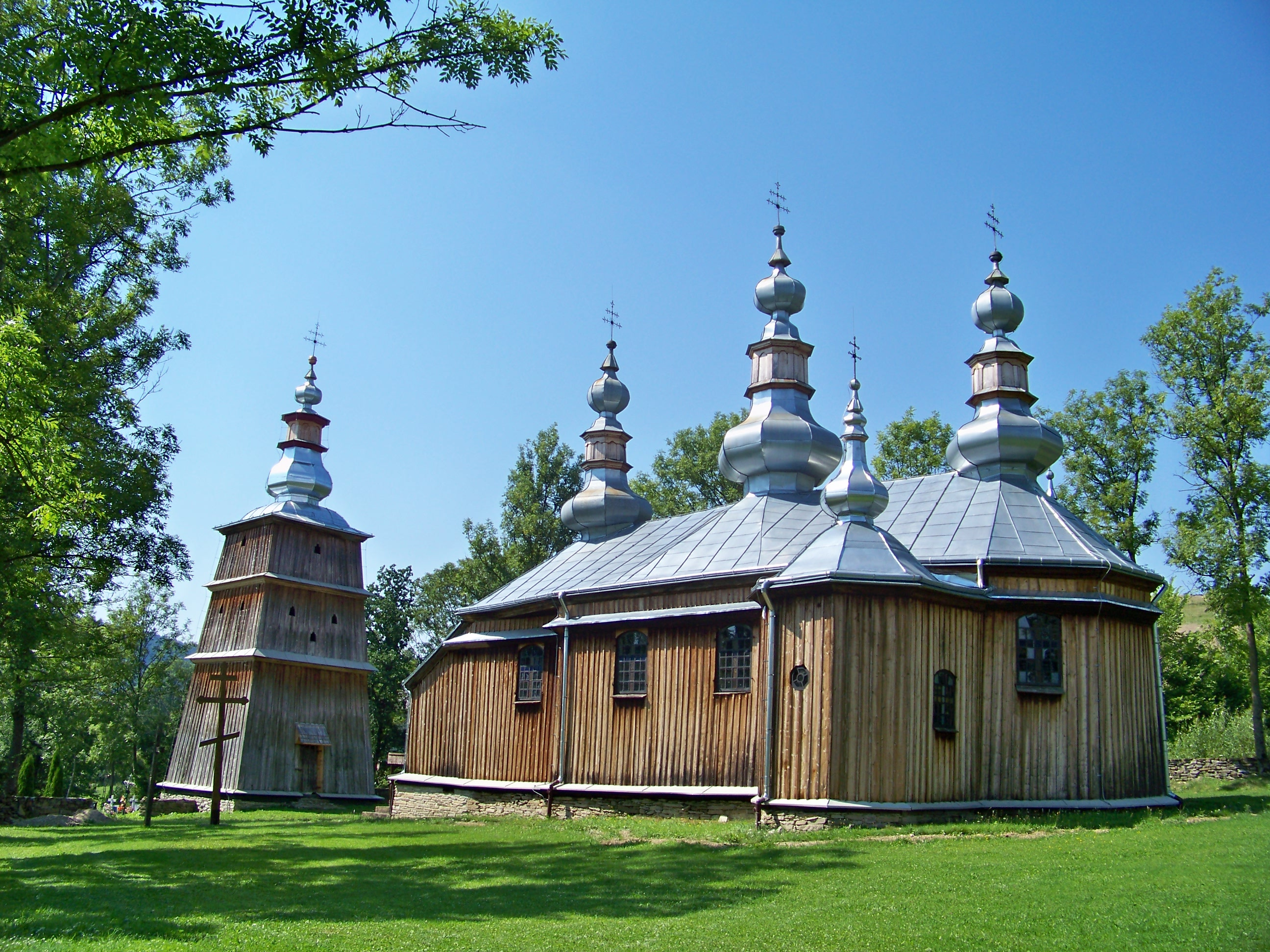
Cerkev svatého Michaela Archanděla se zvonicí
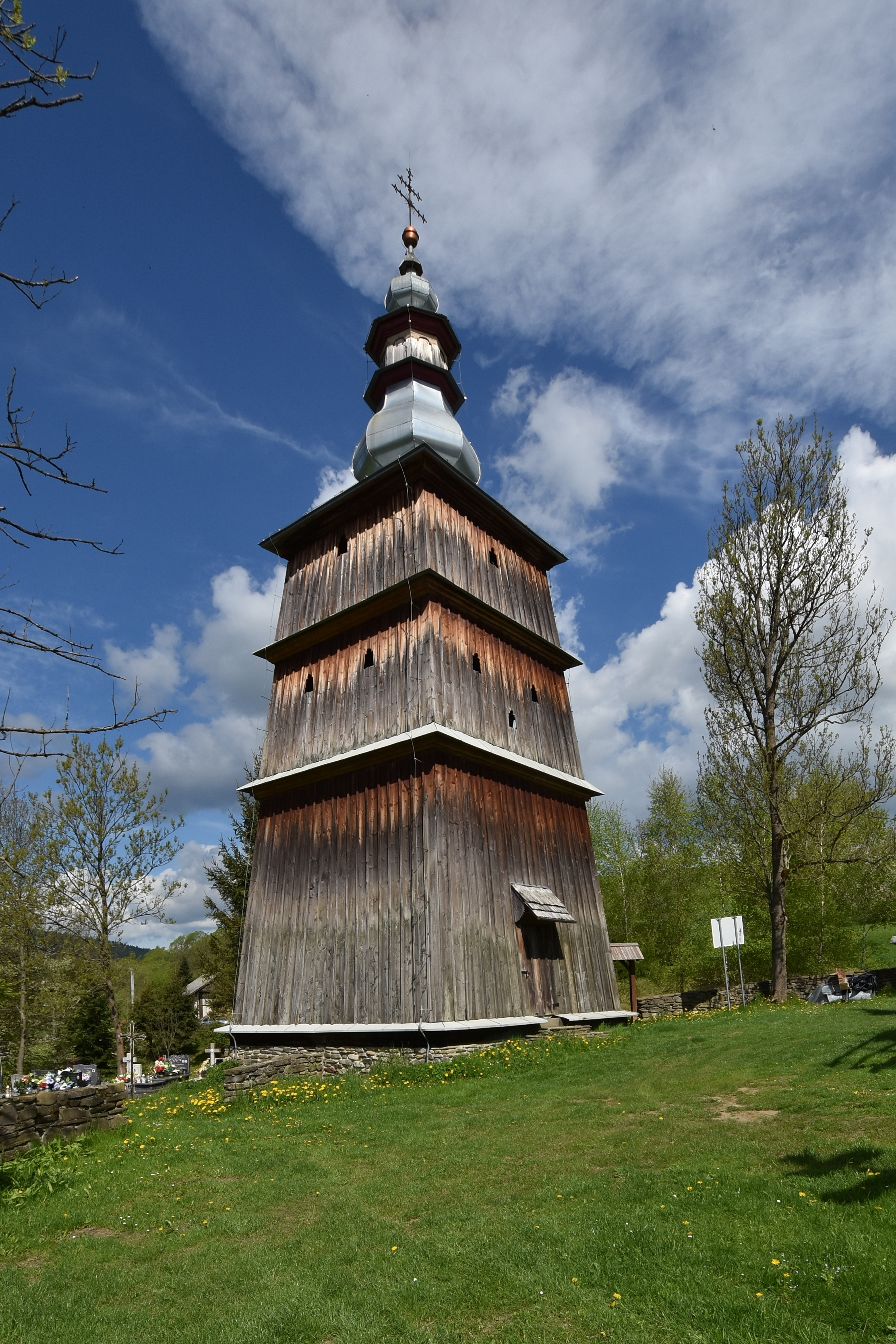
Zvonice
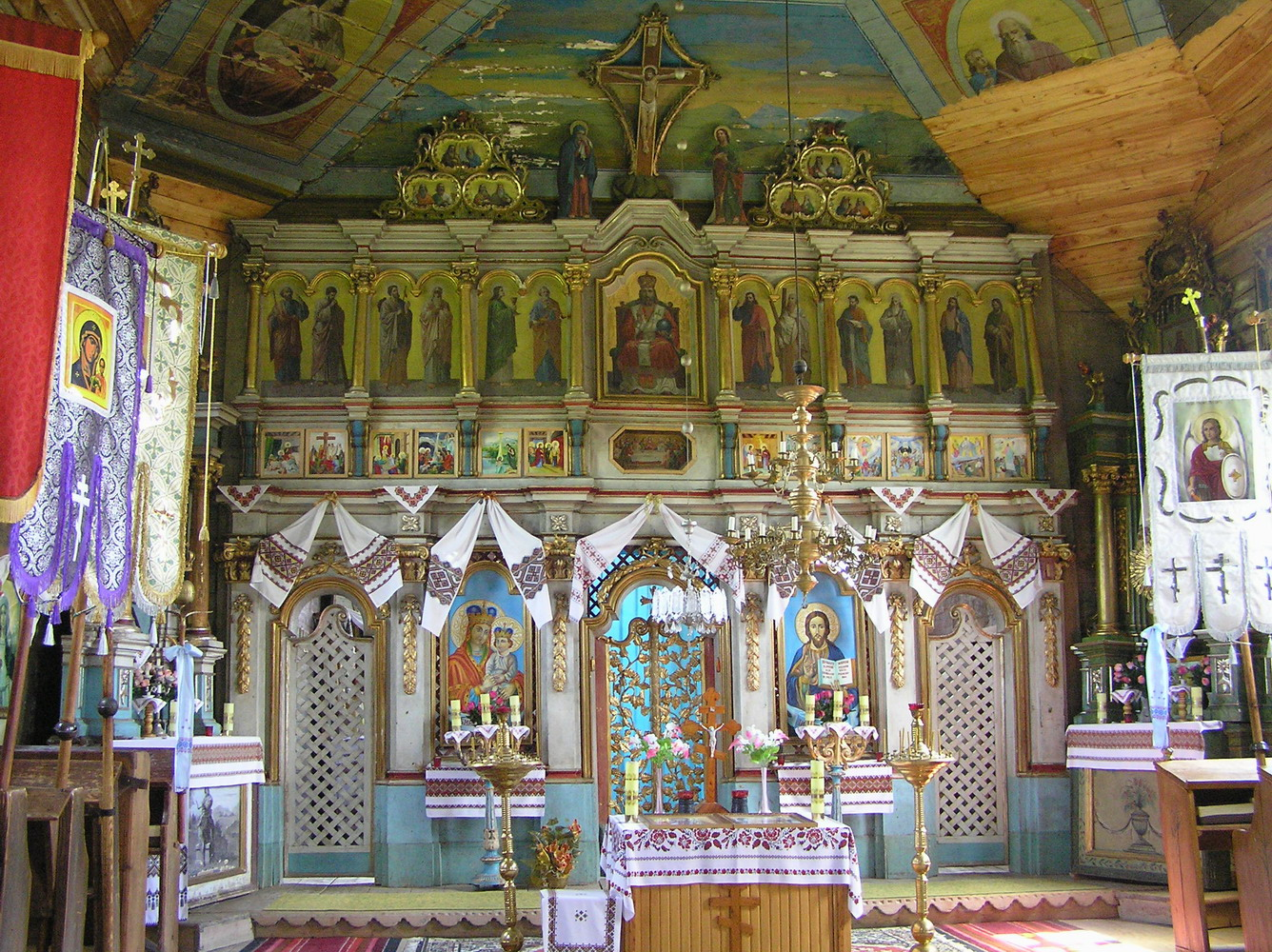
Dochovaný ikonostas